# Cimberis attelaboides
Cimberis attelaboides – gatunek chrząszczy z nadrodziny ryjkowców i rodziny ryjoszowatych (Nemonychidae).

## Opis
Chrząszcz o ciele długości od 3,7 do 4,2 mm, ubarwionym czarno z jasnobrunatnymi czułkami i odnóżami, oprócz ciemniejszych stóp. Ciało dość gęsto porastają żółte lub jasnoszare włoski, które na pokrywach ustawione są w pozycji półpodniesionej. Ryjek jest trochę krótszy od przedplecza, ma spłaszczony i rozszerzony wierzchołek, zredukowane bruzdy czułkowe, delikatne żeberko w części podstawowej. Czułki są u obu płci osadzone blisko wierzchołka ryjka. Dużą wargę górną separuje od ryjka poprzeczna bruzda. Głaszczki szczękowe mają człon nasadowy najkrótszy, dwa kolejne równej długości, a wierzchołkowy najdłuższy. Głowę cechują ponadto duże, obwarowane u dołu długimi włoskami oczy, wyraźnie wysklepiony rejon czoła i ciemienia oraz słabsze niż na pokrywach punktowanie skroni. Niemal tak długie jak szerokie przedplecze ma powierzchnię wyraźnie punktowaną i porośniętą skierowanymi w przód włoskami. Zarys wyraźnie widocznej tarczki jest prostokątny z zaokrąglonym tyłem. Wydłużone w obrysie pokrywy mają prawie równoległe boki, wąskie epipleury oraz gęste i wyraźne punktowanie. U samca odnóża przedniej i środkowej pary mają zagięte i zaopatrzone w mały kolec na powierzchni wewnętrznej golenie. U samicy golenie tych par są proste, smuklejsze i pozbawione kolców. Odwłok ma trzeci i czwarty z widocznych sternitów (wentrytów) w przypadku samca równomiernie owłosione, a w przypadku samicy owłosione skąpo, z wyjątkiem pośrodkowej przepaski z żółtych włosków.

## Biologia i występowanie

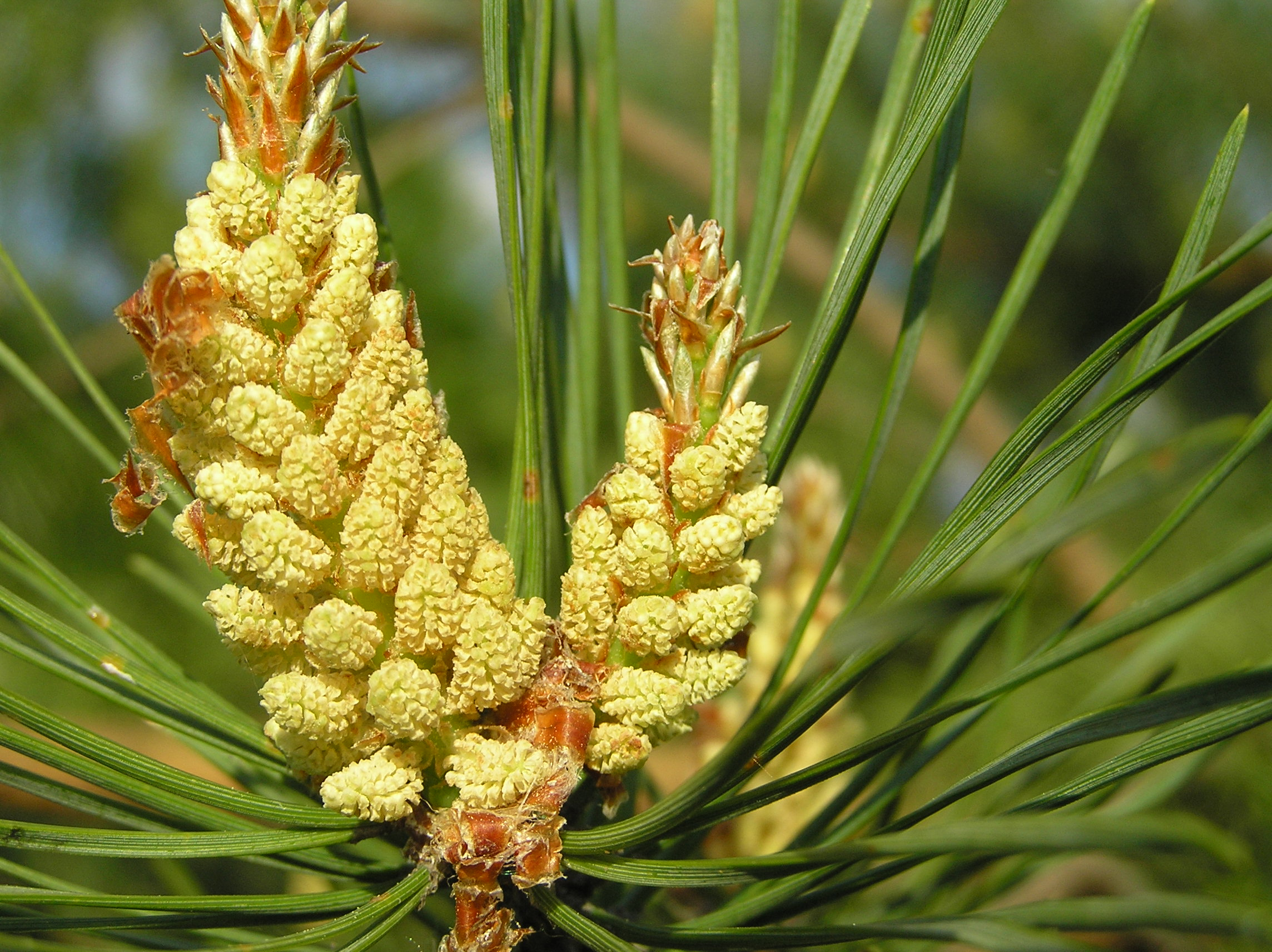
Kwiatostan męski sosny zwyczajnej – miejsce rozwoju larw

Owady dorosłe spotyka się na młodych pędach sosny zwyczajnej. Ukazują się od kwietnia i przeżywają zwykle do czerwca. Szczyt pojawu przypada na maj. W tym miesiącu samica składa jaja do męskich kwiatostanów sosny, na których to żeruje larwa. W pełni wyrośnięte larwy opuszczają w czerwcu kwiatostany i spadają na glebę, w której to odbywają przepoczwarczenie.
Jest to jedyny palearktyczny przedstawiciel rodzaju. W Europie sięga na zachód do Hiszpanii, na północ daleko poza koło podbiegunowe, na wschód po europejską część Rosji, a na południe do Włoch, Rumunii i Kaukazu. W Polsce jeden z trzech przedstawicieli rodziny; rozsiedlony jest od Bałtyku po Tatry. W Azji rozmieszczony jest od Gruzji i Uralu przez Syberię Zachodnią, Kazachstan, południe Syberii Środkowej i północ Mongolii po północnokoreański Hamgyŏng Południowy.